# Wrap

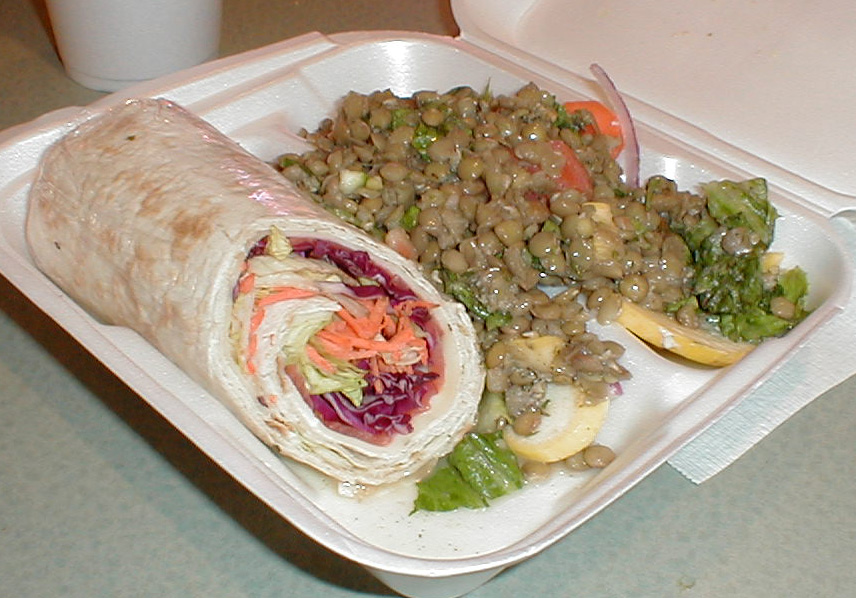
Wrap vegetal.

Un wrap es una variante del taco o burrito que incluye rellenos típicos de sándwich envueltos en una tortilla, pita, lavash u otro pan plano blando. Los más populares son los rellenos de pollo, pero también los hay de carne de ternera o gambas. A la carne o marisco se añade típicamente lechuga en tiras, tomate en dados o pico de gallo, guacamole, champiñones salteados, panceta, cebollas a la parrilla, queso (como cheddar) y algún condimento, como  salsa de "miel y mostaza" o ranchera. La Fundéu ofrece los términos rol y enrolado.